# Eilema humilis
Eilema humilis là một loài bướm đêm thuộc phân họ Arctiinae, họ Erebidae.